# فریتس مسنر
فریتس مسنر (آلمانی: Fritz Messner; ۱۸ ژانویهٔ ۱۹۱۲ – ۷ نوامبر ۱۹۴۵) بازیکن هاکی روی چمن اهل آلمان بود.